# Aquilino Cayuela
Aquilino Cayuela Cayuela (Totana, 19 de gener de 1967) és un escriptor, articulista i acadèmic espanyol, especialitzat filosofia moral, política, bioètica i teologia. Va ser guardonat amb el Premi de Narrativa Vicente Blasco Ibáñez l'any 2008, en la XXVI edició dels premis literaris Ciutat de València per la seva obra El hombre de arena. Des de l'any 2021 també és columnista sobre assumptes de relacions internacionals i política exterior en el periòdic digital El Debate.

## Biografia
Cayuela va néixer a Totana, un municipi de la regió de Múrcia, a Espanya, l'any 1967.
Es va llicenciar en Estudis Eclesiàstics en la Facultat de Teologia Sant Vicent Ferrer l'any 1993. Més tard es traslladaria a Roma, on es va llicenciar en Sagrada Teologia per Pontifícia Universitat Lateranense, especializandose en teologia moral, matrimoni i família. Els seus primers passos els va donar exercint com a professor tutor de filosofia en l'Institut Superior de Ciències Religioses a Distància “Sant Agustí”, de la Universitat Pontifícia de Cometes, amb seu de València (1999-2003). En 2001, paral·lelament a aquest treball va començar com a professor adjunt per a ètica i antropologia del Pontifici Institut Joan Pau II, secció espanyola, de la Pontifícia Universitat Lateranense a València.
L'any 2003, es va doctorar en Filosofia i Ciències de l'Educació, amb especialitat en filosofia moral i política, en la Universitat de València. Des d'aquest any fins al 2012 va ser professor titular de filosofia moral i política Universitat CEU Cardenal Herrera.
A mediat 2012, es trasllada a Berlín on exerceix com a docent universitari de filosofia i teologia en l'institut afiliat de la Pontificiia Universitat Gregoriana. Va ser nomenat catedràtic a Berlín de filosofia moral i política el 9 d'agost de 2018, també prefecte acadèmic del Studium Philo sophicum-Theologicum del Seminari Diocesà de Berlín. L'any 2020 l'Institut CEU d'Humanitats Ángel Ayala, de la Fundació Universitària Sant Pau CEU, a Madrid, el nomena professor visitant.
Des de 2022, és professor catedràtic de filosofia moral i política en la Universitat Abat Oliba CEU.